# دانشگاه کیونگ هی
دانشگاه کیونگ هی (کره‌ای: 경희대학교; هانجا: 慶熙大學校؛ انگلیسی: Kyung Hee University; KHU) یک دانشگاه خصوصی پژوهشی در کره جنوبی با پردیس‌های واقع شده در سئول و سوون است. این دانشگاه در سال ۱۹۴۹ بنیانگذاری شد و یکی از بهترین دانشگاه‌های کره جنوبی به‌شمار می‌آید.